# Coffre-fort virtuel
Un coffre-fort virtuel est un espace numérique de conservation hyper-sécurisé et notoirement inviolable permettant de restituer un dépôt non altéré, bit par bit.
Le coffre-fort virtuel est parfois appelé coffre-fort électronique (CFE) ou encore coffre-fort numérique (CFN). 
Il est essentiel de distinguer le monde du coffre-fort virtuel du monde des solutions d’archivage numérique. A l’heure où ces dernières fleurissent sur un terreau de lois donnant une valeur probante à des documents électroniques, on constate une l’ambiguïté entretenue entre les notions de coffre-fort virtuel, d’espaces de stockage, de backups, d’archivages ou encore d’archivages à valeur probante. 
Ainsi, un coffre-fort virtuel et un archivage numérique sont bien différents. L’un fonde sa raison d’être sur le secret et l’hyper sécurisation de son contenu, l’autre s’est construit dans l’optique de la pérennisation des documents. 
Il est donc toujours de mise de savoir si l’on veut mettre l’accent sur le secret ou sur la pérennité, cette dernière s’accompagnant d’une incontournable exposition potentielle à celui qui certifie un contenu identifiable. 
La notion de secret et les espaces de réelle « privacy » ne sont pas légions dans un monde où le secret est vite associé à la malversation. On trouve aujourd’hui une réponse à ce besoin sécuritaire grâce à de véritables forteresses du net. Certaines ont réussi le pari de mettre en ligne une solution qui donne des garanties que les informations ne seront accessibles que par des ayants droit (et que même les administrateurs de la solution sont incapables de déchiffrer le contenu de ses coffres). Seuls certains pays de la communauté européenne permettent le chiffrage de documents par des clefs numériques qui ne sont pas remises à une autorité publique ou à des autorités de séquestre. Sous ces législations, l’hébergeur peut être dans l’incapacité de déchiffrer le contenu d’un coffre puisqu’il ne conserve pas une copie de la clef de chiffrage de ses clients.

## Note
La marque verbale COFFRE FORT VIRTUEL est enregistrée sous la référence 009584913 à l'Office d'Enregistrement des Marques et des Dessins ou Modèles de l'Union européenne

## Voir Aussi